# Grumo Nevano
Grumo Nevano là một đô thị ở tỉnh Napoli ở vùng Campania, cách khoảng 11 km về phía bắc của Napoli. Tại thời điểm ngày 31 tháng 12 năm 2004, đô thị này có dân số 18.926 người và diện tích là 2,9 km².
Grumo Nevano giáp các đô thị: Arzano, Casandrino, Frattamaggiore, Sant'Antimo, Sant'Arpino.